# Festival de Teatro de Nancy
El Festival de Teatro de Nancy (que inició su andadura como Festival Mundial de Teatro de la Universidad de Nancy) es un festival de artes escénicas, que nació oficialmente en 1963, a partir del aula de teatro universitario fundada por Jack Lang al final de la década de 1950. En sus primeras ediciones se orientó hacia el teatro de Europa del Este (Jerzy Grotowski, Tadeusz Kantor, etc), y a partir de 1968 se convirtió en el primer festival de teatro experimental del mundo con la presencia en su programa de grupos revolucionarios como el Bread and Puppet Theatre. En la década de 1980 el festival entró en un periodo de desinterés y abandono, desplazado por otras reuniones culturales convocadas en la ciudad de la Lorena, dedicadas al Cine, la Danza y la Música Coral.
Recuperado a partir de 1990, el encuentro teatral de Nancy no ha conseguido recuperar su antiguo lugar de privilegio.

## Politización y revelaciones
Entre 1967 y 1978, el festival francés vivió su periodo de mayor proyección internacional, convertido desde 1968 en meca de todo tipo de teatro experimental a nivel mundial. Las "revelaciones" más importantes se produjeron en 1968 y los años siguientes. Los espectáculos y grupos presentes parecían haberse permeabilizado con la concienciación social y política no solo en Francia sino en toda la franja occidental.

### Peter Schumann, pan y títeres
"El teatro es como el pan, más que una necesidad"; con este lema, el norteamericano de origen germano Peter Schumann, escultor de vocación y bailarín amateur, encabezó en 1961 un movimiento que con el título de Bread and Puppet Theatre llegó a Nancy en el mes de abril del oportuno año 1968. Presentaron el montaje titulado Fire, una especie de misterio laico sobre la vida de una familia vietnamita que a lo largo de una "semana de pasión" (según la definición del crítico Bernard Dort) sucumbía a la lluvia de napalm hasta su total extinción. El espectáculo, breve, y presentado en una pequeña sala en los sótanos del Ayuntamiento de la ciudad de Nancy, en la que apenas cabían ochenta personas, llegaba a su clímax tras una larga y desenfadada introducción en la que los propios actores vendían dibujos (Bread and Puppet, como el Living Theater que apenas cobraban por sus actuaciones, se ayudaban con estos recursos de primitivo merchandising) y repartían colines de un tosco pan de pueblo. Como el espectáculo se tardaba en "empezar", los asistentes acababan comiéndoselos casi sin darse cuenta. También sin conciencia de ello, iba produciéndose un "silencio denso y comunicativo". Luego, una burda cortina se abría para mostras a un conjunto de extraños seres enmascarados y un no menos inquietante grupo de gigantescos títeres de más de seis metros... Todo el espectáculo se desarrollaba en silencio.
El grupo de Schumann completó su repertorio en aquella edición memorable del Festival de Nancy con una serie de montajes callejeros. Ricard Salvat, en sus crónicas recuerdo como uno de los más emotivos, el titulado Un hombre dice adiós a su madre.

### Luís Váldez y el teatro campesino
En 1969, el mexicano Luís Váldez llevó a Nancy los Actos (sketches medio improvisados salpicados de humor negro). Sus maestros en moderna dramaturgia habían sido Peter Schumann, la San Francisco Mime Troupe y las técnicas tradicionales de la Commedia dell'Arte. Su puesta en escena en espacios campesinos, con los propios campesinos como actores y protagonistas, y con las herramientas de trabajo y las pancartas de huelguistas como único atrezzo, definen y justifican la etiqueta teatro campesino.

### Bob Wilson y los sordomudos
Bob Wilson, rodeado de la máxima morbosidad y como un Julio César estremecedoramente sordomudo llegó, vio y venció. Sus montajes de silencio, terror psíquico y reflexión transgresora, en obras como La mirada del sordo (que llegaron a alcanzar en Nancy las siete horas y media de duración), marcaron un sendero en la dramaturgia del siglo XX que el tiempo convertiría en autovía. Será difícil borrar de la memoria, para todos los que lo conocieron en escena, su mimo impasible, su mirar petrificado, hipnótico. Wilson, mudo hasta los 17 años, por una lesión de origen psíquico, ya maduro y curado, adoptó a un niño negro encarcelado por haber apedreado los cristales de una iglesia. El niño era sordomudo. Tiempo después Wilson llegó a descubrir que aquel niño enmudeció tras el shock que le produjo en su infancia ver a una mujer apuñalar a un niño.

### Salvador Távora, teatro flamenco
En 1972, el grupo de teatro independiente La Cuadra de Sevilla, asesorado por José Monleón y dirigido por Salvador Távora, presentó en Nancy su espectáculo Quejío, a la medida del más simple teatro de la crueldad. El choque del auténtico duende flamenco con el mito comercializado en Europa del flamenco-olé y el «typical spanish», resultó tan demoledor que la obra fue contratada para diecisiete festivales internacionales y llegó a alcanzar las ochocientas representaciones, entre España, Europa y América.

## Frivolización y decadencia
En 1980, el plato fuerte fue el montaje de estrasburgués Andre Engel titulado Prometeo: portador de fuego. Un auténtico "tour de force" que comenzaba a las cuatro de la madrugada, hora en la que los espectadores se trasladaban en diversos transportes a una antigua mina de hierro para contemplar un incendio de verdad, con bomberos y policías auténticos y hasta un helicóptero. Un Prometeo efectista muy lejano de las atávicas emociones despertadas por el taconeo de los actores del Quejío sevillano o los silenciosos títeres gigantes de la cuadrilla de Peter Schumann; respuestas que podían haber provocado otros espectáculos presentados en aquella decimocuarta edición. Como la danza macabra, barroca y exótica del bailarín japonés, de 74 años, Kazu Oono, (discípulo de la bailarina hispanoargentina «La Argentina»); o la puesta en escena carnavalesca de una Macunaíma teatralizada a lo largo de cuatro coloristas horas. 
Lew Bogdan, director de la reunión, anunció la muerte del festival por dificultades económicas, pero lo cierto es que las 33 compañías de los diecinueve países que visitaron en 1980 los escenarios de Nancy dejaron una alarmante sensación de caos. Quizá el desconcierto fuese de fondo ideológico y viniese emparejado con la crisis de valores sociales de aquellos años o simplemente ocurrió que la cita teatral de Nancy ya no soportaba la excesiva presión de los años dorados de anteriores ediciones. 
Una década después, en 1990, el festival de teatro de la Universidad de Nancy reanudó sus actividades con la nueva dirección de Nicole Granger y con Denis Milos como director artístico. El objetivo de recuperar su antiguo rango internacional no ha podido superar el verso manriqueño cualquier tiempo pasado fue mejor.